# Liste der Bodendenkmäler in Puchheim
Auf dieser Seite sind die Bodendenkmäler in der oberbayerischen Stadt Puchheim zusammengestellt. Diese Tabelle ist eine Teilliste der Liste der Bodendenkmäler in Bayern. Grundlage ist die Bayerische Denkmalliste, die auf Basis des Bayerischen Denkmalschutzgesetzes vom 1. Oktober 1973 erstmals erstellt wurde und seither durch das Bayerische Landesamt für Denkmalpflege geführt wird. Die folgenden Angaben ersetzen nicht die rechtsverbindliche Auskunft der Denkmalschutzbehörde.

## Bodendenkmäler der Stadt Puchheim

### Bodendenkmäler in der Gemarkung Puchheim
| Lage                | Objekt | Akten-Nr.     | Bild           |
| ------------------- | --- | ------------- | -------------- |
| Puchheim (Standort) | Viereckiges Grabenwerk vor- und frühgeschichtlicher Zeitstellung. Siehe auch: Grabenwerk | D-1-7833-0166 |                |
| Puchheim (Standort) | Siedlung vor- und frühgeschichtlicher Zeitstellung. | D-1-7833-0189 |                |
| Puchheim (Standort) | Siedlung vor- und frühgeschichtlicher Zeitstellung. | D-1-7833-0322 |                |
| Puchheim (Standort) | Siedlung vor- und frühgeschichtlicher Zeitstellung. | D-1-7833-0323 |                |
| Puchheim (Standort) | Siedlung der Latènezeit, weiterhin villa rustica der römischen Kaiserzeit sowie Reihengräberfeld des frühen Mittelalters. Siehe auch: Latènezeit, villa rustica, Römische Kaiserzeit, Reihengräberfeld, Mittelalter | D-1-7834-0002 |                |
| Puchheim (Standort) | Burgstall des hohen und späten Mittelalters. Siehe auch: Burgstall Parsberg | D-1-7834-0003 | weitere Bilder |
| Puchheim (Standort) | Verebnete Grabhügel vor- und frühgeschichtlicher Zeitstellung. | D-1-7834-0017 |                |
| Puchheim (Standort) | Siedlung vor- und frühgeschichtlicher Zeitstellung. | D-1-7834-0030 |                |
| Puchheim (Standort) | Untertägige mittelalterliche und frühneuzeitliche Befunde im Bereich der Katholischen Pfarrkirche St. Mariä Himmelfahrt in Puchheim und ihres Vorgängerbaus.                                                        | D-1-7834-0371 | weitere Bilder |
| Puchheim (Standort) | Siedlung vorgeschichtlicher Zeitstellung, unter anderem der Bronzezeit. Siehe auch: Bronzezeit | D-1-7834-0390 |                |